# ユリア・ゴロヴィナ
ユリア・ゴロヴィナ（ウクライナ語: Юлія Головіна、1982年9月30日 - ）は、ウクライナ、ハルキウ出身の女子フィギュアスケート（アイスダンス）選手。2002年ソルトレイクシティオリンピック、2006年トリノオリンピックアイスダンスウクライナ代表。パートナーはオレグ・ボイコ、デニス・エゴロフ。

## 経歴
ウクライナのハルキウに生まれ、4歳のころにスケートを始めた。デニス・エゴロフとカップルを結成し、1997-1998年シーズンよりISUジュニアグランプリにロシア代表として参戦。1998-1999年シーズンにはJGPハンガリーで優勝、同シーズンのJGPファイナルにも進出を果たした。1999年世界ジュニア選手権では初出場ながら6位入賞となるなど頭角を現したが1999-2000年シーズン終了後に解散。新たにオレグ・ボイコとカップルを結成し、以後ウクライナ所属となった。
2001-2002年シーズン、ISUジュニアグランプリのJGPチェコスケートで優勝、シニアクラスのオンドレイネペラメモリアルでも優勝、ウクライナ選手権で2位となりソルトレイクシティオリンピックウクライナ代表に選出された。ソルトレイクシティオリンピックでは21位に終わる。翌2002-2003年シーズンからISUグランプリシリーズに参戦し、世界選手権にも出場。2005年冬季ユニバーシアード競技大会では2位となったものの、世界選手権での最高位は21位に留まった。2度目のオリンピックとなった2006年トリノオリンピックでは、23位に終わる。シーズン直後にオレグ・ボイコとのカップルを解散。

## 主な戦績
- 戦績はオレグ・ボイコとのカップル時。

| 大会/年            | 2001-02 | 2002-03 | 2003-04 | 2004-05 | 2005-06 |
| ------------------ | ------- | ------- | ------- | ------- | ------- |
| オリンピック       | 21      |         |         |         | 23      |
| 世界選手権         |         | 22      | 21      | 21      |         |
| 欧州選手権         | 18      | 15      | 15      | 16      | 17      |
| ウクライナ選手権   | 2       | 1       | 2       | 2       | 2       |
| GPスケートアメリカ |         |         | 8       | 6       | 12      |
| GP中国杯           |         |         |         |         | 8       |
| GPNHK杯            |         |         | 9       | 7       |         |
| GPロシア杯         |         | 8       |         |         |         |
| ユニバーシアード   |         |         |         | 2       |         |
| ゴールデンスピン   | 6       | 1       |         |         |         |
| ネペラメモリアル   | 1       | 1       |         |         |         |
| JGPハーグ          | 2       |         |         |         |         |
| JGPチェコスケート  | 1       |         |         |         |         |

### 詳細
| 2005-2006 シーズン  |                                                                  |          |          |          |           |
| 開催日              | 大会名                                                           | CD       | OD       | FD       | 結果      |
| 2006年2月10日-26日  | トリノオリンピック（トリノ）                                     | 23 23.88 | 24 39.92 | 23 64.69 | 23 128.49 |
| 2006年1月16日-22日  | 2006年ヨーロッパフィギュアスケート選手権（リヨン）               | 15 24.53 | 16 41.42 | 17 69.92 | 17 135.87 |
| 2005年11月3日-6日   | ISUグランプリシリーズ 中国杯（北京）                             | 8 26.03  | 8 41.71  | 8 66.47  | 8 134.21  |
| 2005年10月20日-23日 | ISUグランプリシリーズ スケートアメリカ（アトランティックシティ） | 8 24.77  | 10 39.67 | 12 57.29 | 12 121.73 |

| 2004-2005 シーズン  |                                                        |          |          |          |           |
| 開催日              | 大会名                                                 | CD       | OD       | FD       | 結果      |
| 2005年3月14日-20日  | 2005年世界フィギュアスケート選手権（モスクワ）         | 23 25.24 | 21 41.57 | 21 70.56 | 21 137.37 |
| 2005年1月25日-30日  | 2005年ヨーロッパフィギュアスケート選手権（トリノ）     | 18 26.13 | 18 40.05 | 15 70.28 | 16 136.46 |
| 2004年11月4日-7日   | ISUグランプリシリーズ NHK杯（名古屋）                  | 8 26.63  | 6 44.48  | 7 76.04  | 7 147.15  |
| 2004年10月21日-24日 | ISUグランプリシリーズ スケートアメリカ（ピッツバーグ） | 7 27.08  | 6 42.81  | 7 74.03  | 6 143.92  |

| 2003-2004 シーズン  |                                                        |          |          |         |          |
| 開催日              | 大会名                                                 | CD       | OD       | FD      | 結果     |
| 2004年3月22日-28日  | 2004年世界フィギュアスケート選手権（ドルトムント）     | 11       | 22       | 21      | 21       |
| 2004年2月2日-8日    | 2004年ヨーロッパフィギュアスケート選手権（ブダペスト） | 13       | 16       | 14      | 15       |
| 2003年11月27日-30日 | ISUグランプリシリーズ NHK杯（旭川）                    | 11 24.13 | 10 36.67 | 9 69.03 | 9 129.83 |
| 2003年10月23日-26日 | ISUグランプリシリーズ スケートアメリカ（レディング）   | 8 27.88  | 8 41.15  | 9 62.73 | 8 131.76 |

| 2002-2003 シーズン  |                                                      |    |    |    |      |
| 開催日              | 大会名                                               | CD | OD | FD | 結果 |
| 2003年3月24日-30日  | 2003年世界フィギュアスケート選手権（ワシントンD.C.） | 10 | 21 | 23 | 22   |
| 2003年1月20日-26日  | 2003年ヨーロッパフィギュアスケート選手権（マルメ）   | 15 | 15 | 15 | 15   |
| 2002年11月22日-24日 | ISUグランプリシリーズ ロシア杯（モスクワ）           | 8  | 8  | 8  | 8    |
| 2002年11月6日-10日  | 2002年ゴールデンスピン（ザグレブ）                   | 1  | 1  | 1  | 1    |
| 2002年9月26日-29日  | 2002年オンドレイネペラメモリアル（ブラチスラヴァ）   | 2  | 2  | 1  | 1    |